# Völlen
Völlen is een dorp in het Landkreis Leer in de Duitse deelstaat Nedersaksen. Het is een onderdeel van de gemeente Westoverledingen.

## Geografie
Het twee meter boven zeeniveau gelegen dorp ligt in het zuiden van de gemeente, tegen de stad Papenburg in het Emsland aan, even ten oosten van de Eems. De Meyer-Werft, de grote scheepswerf van Papenburg, grenst direct aan Völlen. Veel inwoners van het dorp hebben daar hun werkkring.
Bij Völlen horen ook de plaatsen Völlenerfehn (aan de Bundesstraße 70, ten oosten van het oude dorp Völlen) en Völlenerkönigsfehn, meer noordelijk.

## Geschiedenis
Völlen is rond het jaar 700 gesticht en in 1177 voor het eerst in een document vermeld. Vanaf rond 1250 werden in plaats van lemen hutten stenen huizen van bakstenen gebouwd.
Na de Tweede Wereldoorlog viel Völlen in de Poolse bezettingszone. De stormvloed van 1962 eiste hier weliswaar geen mensenlevens, maar veroorzaakte wel grote materiële schade. Doordat de Eemsdijk doorbrak, werd het dorp Völlen overstroomd.
De huidige Petrus en Pauluskerk stamt uit het begin van de vijftiende eeuw, bij de bouw is gebruikgemaakt van materiaal van een oudere kerk uit de twaalfde eeuw. De toren werd er in 1559 bij gebouwd.
- Virtual International Authority File: 248281793